# Tribunal d'instance (France)
Ne doit pas être confondu avec Tribunal de proximité.
Pour un article plus général, voir Tribunal d'instance.

Tribunal d'instance du 10e arrondissement de Paris.

Dans l'organisation juridictionnelle française, le tribunal d'instance est une juridiction d'exception de premier degré qui connaît certaines affaires de nature civile (on parle de juridiction d'attribution) et pénales (tribunal de police). Il est composé d'un ou plusieurs magistrats, nommés juges d'instance, qui statuent chacun à juge unique. 
Les tribunaux d'instance ont existé de 1958 à 2019. À partir de 2020, ils ont soit fusionné avec les tribunaux de grande instance, devenus " tribunaux judiciaires " soit sont appelés tribunaux de proximité. 
Dans les collectivités d'outre-mer, le tribunal d'instance est remplacé par un tribunal de première instance, dont les compétences recouvrent aussi celles des tribunaux de grande instance de métropole (Paris).

## Histoire

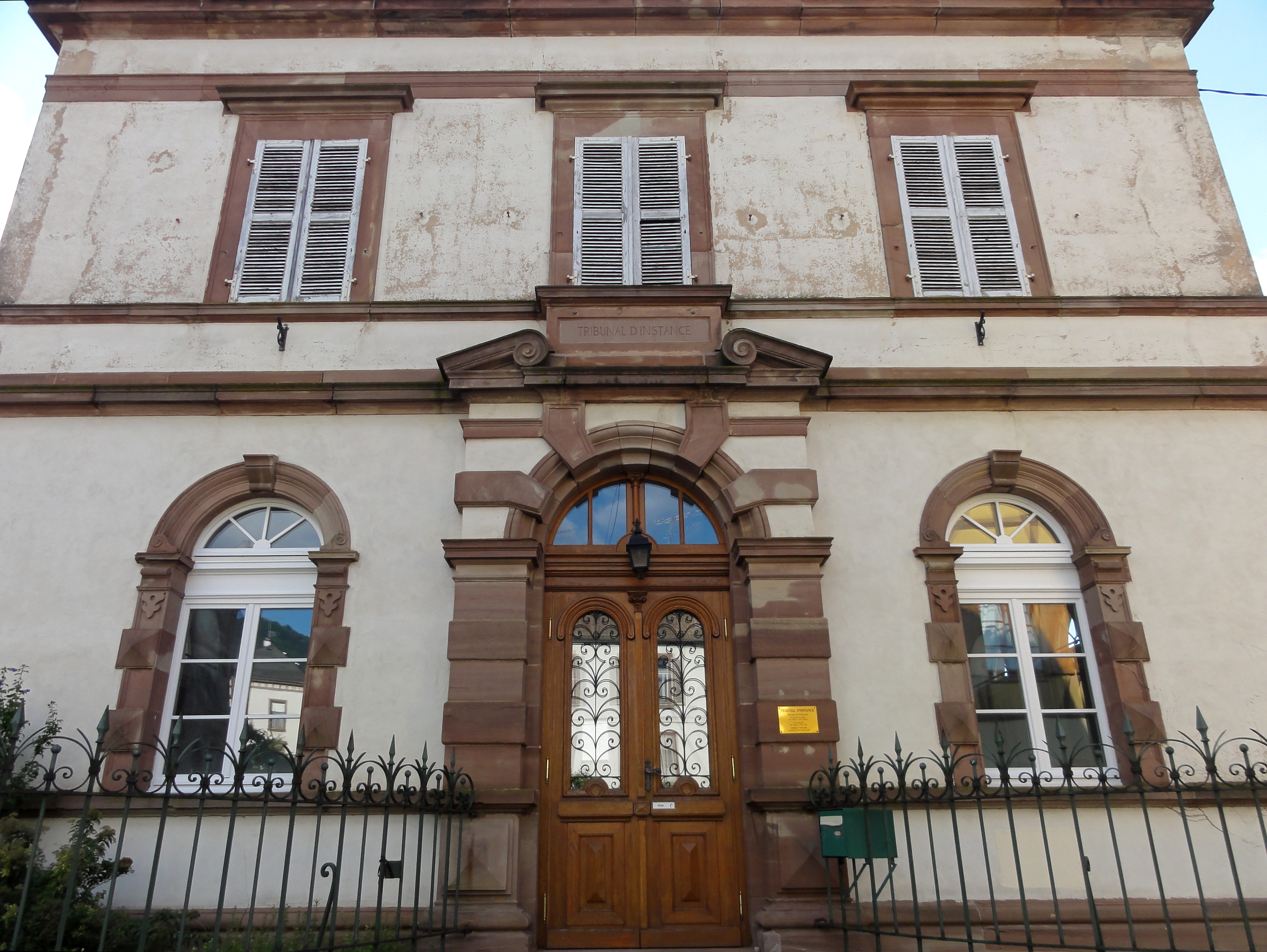
Tribunal d’instance de Ribeauvillé (Haut-Rhin), fermé par la Réforme de la carte judiciaire.

Par les ordonnances relatives à la justice du 22 décembre 1958, les tribunaux d'instance sont créés pour remplacer les justices de paix, qui, elles, avaient été créées par une décision de l'Assemblée nationale constituante en 1790.  Alors qu'il y avait une justice de paix par canton, les tribunaux d'instance sont créés un par arrondissement, et parfois plus d'un un, en raison du nombre déjà des anciennes justices de paix, en place lors de la création des tribunaux d'instance .
En 2007, il existait 473 tribunaux d'instance, selon les statistiques du Ministère de la Justice. 
La Loi d'orientation et de programmation pour la justice crée la juridiction de proximité qui se substitue au juge d’instance dans certaines affaires. La juridiction de proximité est supprimée en 2017, et, afin de recentrer les tribunaux d’instance sur la justice civile, les tribunaux de police se trouvant dans les tribunaux d’instance sont transférés aux tribunaux de grande instance. En 2017, à la suite de la réforme de la carte judiciaire, il existe 307 tribunaux d'instance, selon le tableau statistique fourni par les services centraux du Ministère de la Justice.  
La loi de programmation 2018-2022 et de réforme pour la justice prévoit la fusion des tribunaux d'instance avec les tribunaux de grande instance.
Ainsi au 1er janvier 2020 :
- le tribunal de grande instance et le tribunal d’instance situé dans la même commune deviennent le tribunal judiciaire.
- les autres tribunaux d’instance deviennent tribunal de proximité[4] qui sont au nombre de 307, selon les statistiques fournies par le Ministère de la Justice.

## Compétences

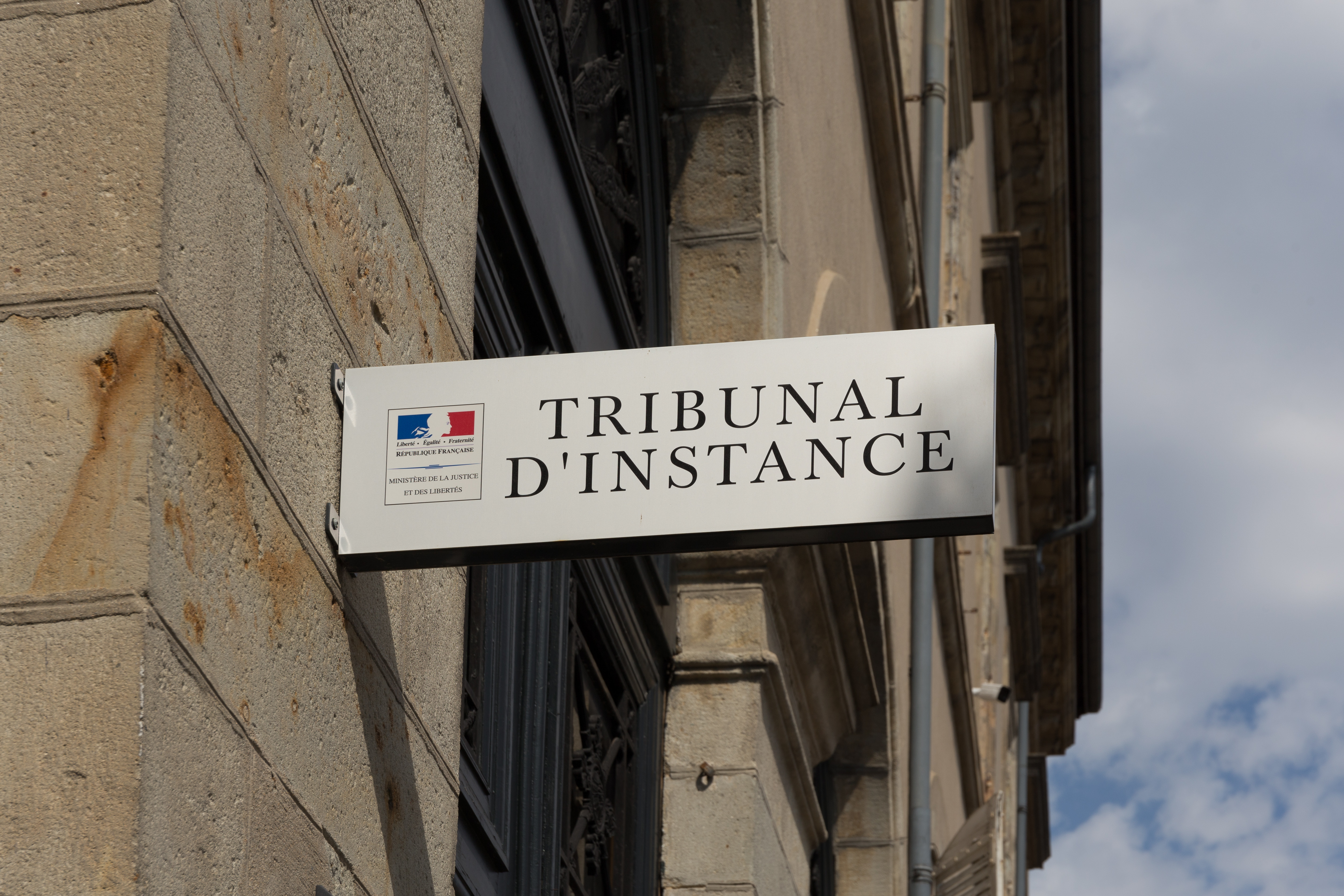
Tribunal d'instance de Thiers.

Les principales compétences de ce tribunal, définies par le code de l'organisation judiciaire, sont :
- les affaires civiles dont la valeur en litige ne dépasse pas 10 000 euros (sauf dispositions contractuelles ou consentement volontaire ou tacite des parties comme en dispose l'article 41 du Code de procédure civile);
- les litiges en matière de baux d'habitation ;
- les litiges relatifs aux crédits à la consommation ;
- le surendettement dont le contentieux est réparti entre 14 tribunaux d'instance selon le décret n° 2011-981 du 23 août 2011 ;
- la saisie et la cession des rémunérations du travail ;
- certains litiges en cas de contestations en matière d'élections politiques et d'élections professionnelles, de nominations syndicales au sein des entreprises ;
- le juge d'instance est également juge des tutelles.

En Alsace-Moselle, le tribunal d'instance est également compétent pour la tenue du livre foncier.
Le tribunal d'instance a pour rôle de tenter de concilier les parties et à défaut de rendre un jugement. La conciliation peut être déléguée à un conciliateur de justice qui officie gratuitement.

## Composition et fonctionnement

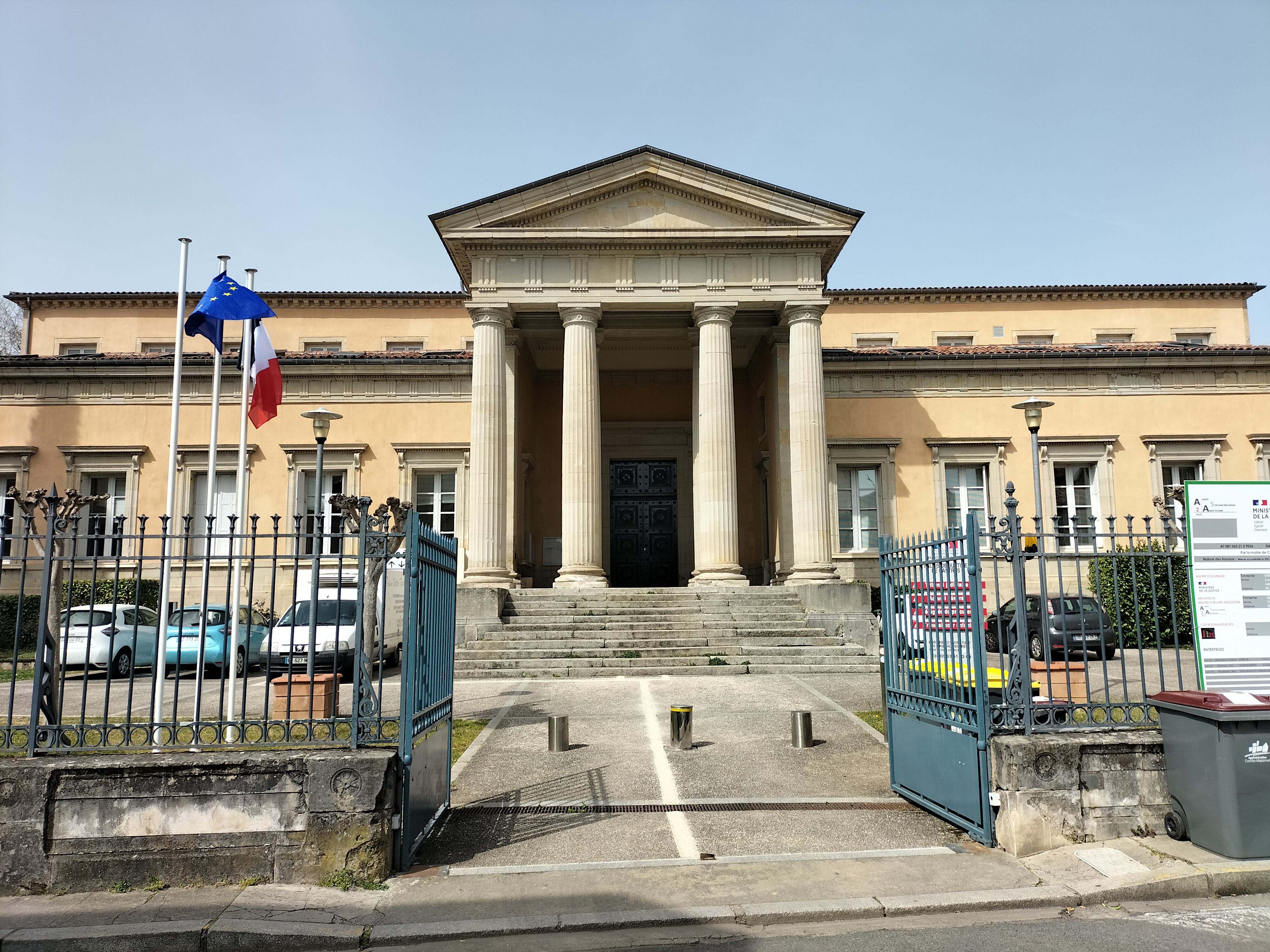
Tribunal d'instance de Castres.

Les tribunaux d'instance sont composés, pour les plus importants d'entre eux, de plusieurs juges dont le nombre varie en fonction du volume de contentieux du tribunal, mais le tribunal d'instance statue toujours à juge unique[réf. obsolète].
- les juges sont des magistrats professionnels.
- le juge du tribunal d'instance a la compétence de statuer en référé.
- la représentation et l'assistance par un avocat ne sont pas obligatoires.

Les jugements du tribunal d'instance sont rendus en dernier ressort pour les litiges dont l'intérêt est inférieur ou égal à 4 000 euros et à charge d'appel au-delà. Dans le premier cas, seul est ouvert le pourvoi en cassation. L'appel est également possible lorsque le montant de la demande est indéterminé.